# تامون ماچیدا
تامون ماچیدا (انگلیسی: Tamon Machida؛ زادهٔ ۱۴ فوریهٔ ۱۹۸۲) بازیکن فوتبال اهل ژاپن است.